# 札幌市民交流プラザ
札幌市民交流プラザ（さっぽろしみんこうりゅうプラザ、英: SAPPORO COMMUNITY PLAZA）は、札幌市中央区の「さっぽろ創世スクエア」にある複合施設。

## 概要
都市再開発「札幌創世1.1.1区（そうせいさんく）北1西1地区第一種市街地再開発事業」の一環として北1条西1丁目に建設した「さっぽろ創世スクエア」低層棟にあり、日本国内外の様々な舞台芸術や公演を鑑賞することができる「札幌文化芸術劇場」（hitaru）、市民やアーティストの文化芸術活動の発表や交流の場として利用することができる「札幌文化芸術交流センター」（SCARTS）、仕事や暮らしに役立つ情報を提供する課題解決型図書館「札幌市図書・情報館」で構成している。札幌における多様な文化芸術活動の中心的な拠点として多くの人が交流する場となり、「創造都市さっぽろ」の実現に寄与することを目指している。オープン後は『SAPPORO CITY JAZZ』の主会場となる予定である。

## 沿革
- 2008年（平成20年）：「市民交流複合施設基本計画」策定。
- 2009年（平成21年）：「札幌市文化芸術基本計画」策定[5]。
- 2012年（平成24年）：「第2次札幌市図書館ビジョン」策定[6]。
- 2013年（平成25年）：「（仮称）市民交流複合施設整備基本計画」策定[7]。
- 2015年（平成27年）：施設建設工事着工。「（仮称）市民交流複合施設管理運営基本計画」策定[8]。札幌文化芸術劇場（SAPPORO CULTURAL ARTS THEATER）、札幌文化芸術交流センター（SAPPORO CULTURAL ARTS COMMUNITY CENTER）の指定管理者選定[9]。
- 2016年（平成28年）：札幌市民交流プラザを含む北1西1地区の施設名称が「さっぽろ創世スクエア」（SAPPORO SOSEI SQUARE）に決定。
- 2017年（平成29年）：札幌市民交流プラザのロゴマーク、札幌文化芸術劇場の愛称、札幌文化芸術交流センターの呼称決定[10]。
- 2018年（平成30年）：さっぽろ創世スクエア竣工。札幌市民交流プラザオープン。
- 2018年（平成30年）10月：データが改竄された免震装置が使用された事が発覚。
- 2018年（平成30年）11月：施工業者のミスにより施設内のレストランに中水道を誤接続、トイレ用洗浄水を客の飲料水や料理に使用したことが発覚[要出典]。

## 施設
札幌文化芸術劇場 hitaru
札幌文化芸術交流センター SCARTS
- SCARTSコート（オープンスタジオ）
  - 165 m²、楽屋1室
- SCARTSスタジオ1・2（ワークスタジオ）
  - 各82 m²、間仕切りを撤去し1室として使用可能
- SCARTSミーティングルーム1・2
  - 各36 m²、間仕切りを撤去し1室として使用可能
- SCARTSモール（クリエイティブモール）
  - A・B区分各60 m²、C区分60 m²

札幌市図書・情報館

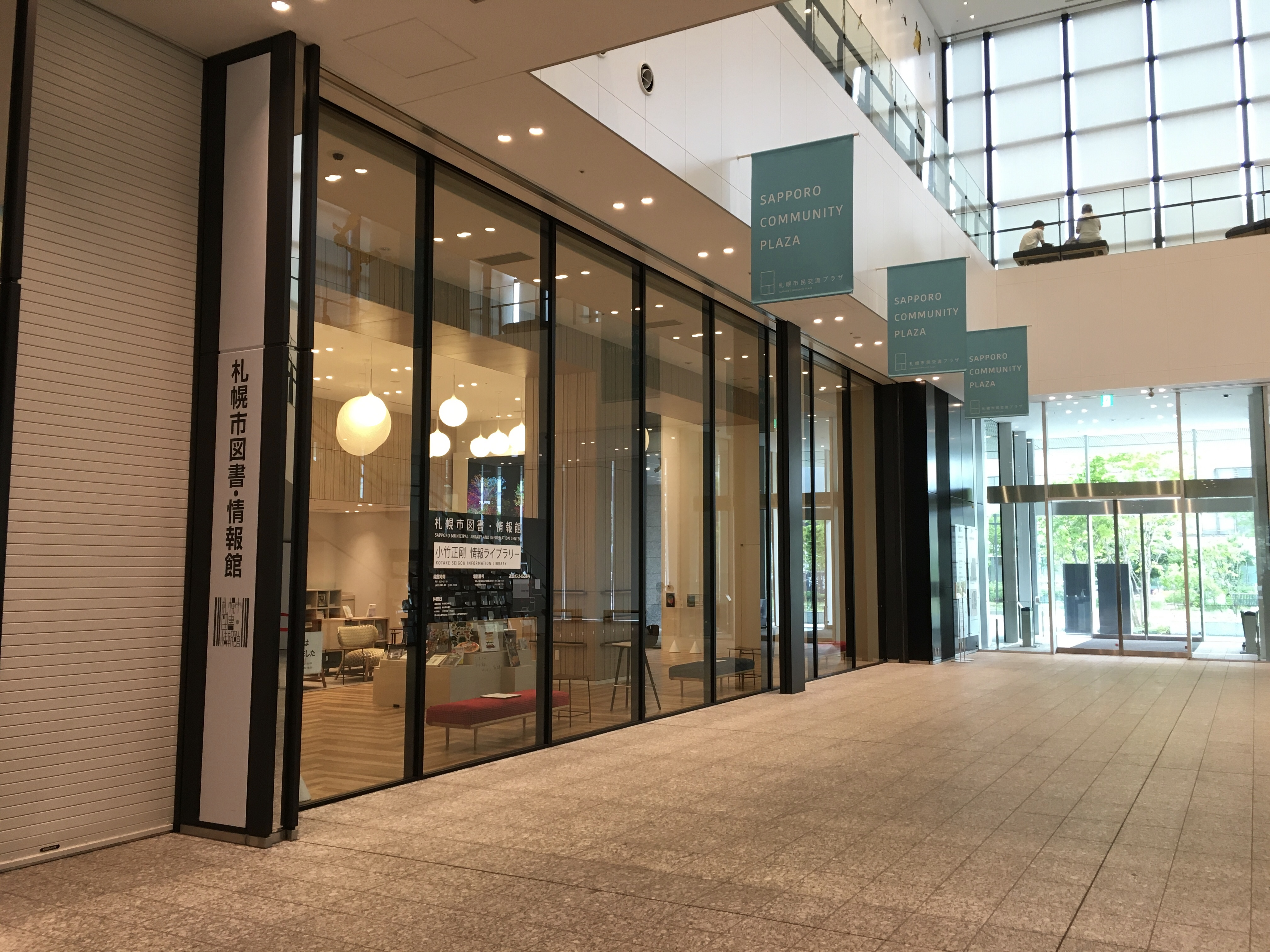
札幌市図書・情報館（2020年7月）

「WORK」（仕事に役立つ）、「LIFE」（くらしを助ける）、「ART」（芸術に触れる）3つのエリアがある（原則として文学、児童書、絵本の取扱いはなし）。館内の図書貸出は行わず（札幌市内図書館から取寄せた本の貸出・返却カウンターあり）、「行けばいつでも読める」ことが特徴になっている。また、館内での会話が可能であるほか（一部エリアは不可）、隣接するカフェへの本の持込みやカフェの飲み物を図書館に持込むことも可能になっている。
- 1階（面積：約300 m²）
  - インフォメーションボード
  - 展示エリア
  - HOKKAIDO SAPPORO BOOKS
  - HOKKAIDO WINDOW（仮）
  - サロン
  - 雑誌
  - カウンター
- 2階（面積：約1,200 m²）
  - リサーチカウンター
  - インフォメーションボード
  - 新刊紹介エリア
  - サロン
  - 雑誌エリア
  - 新聞エリア
  - コワーキングエリア
  - データベース検索エリア（要予約）
  - リーディングルーム（要予約、会話不可）
  - ミーティングルーム

## アクセス
創成川通（国道5号）・北1条雁来通（国道12号）沿いに位置しており、地下2階で「西2丁目地下歩道」に直結している。札幌市役所、札幌市民ホール（カナモトホール）、NHK札幌放送局、創成川公園に隣接している。
- 札幌市営地下鉄大通駅31番出口から徒歩約2分
- 北海道旅客鉄道（JR北海道）札幌駅南口から徒歩約10分

## 参考資料
- “さっぽろ創世スクエア（SAPPORO SOSEI SQUARE）” (PDF).   札幌創世1.1.1区北1西1地区市街地再開発組合事務局. 2018年4月11日閲覧。
- “札幌市図書・情報館” (PDF).  札幌市. 2018年4月11日閲覧。